# Muduguni, Narasimharajapura
Muduguni là một làng thuộc tehsil Narasimharajapura, huyện Chikmagalur, bang Karnataka, Ấn Độ.